# Guianaschild

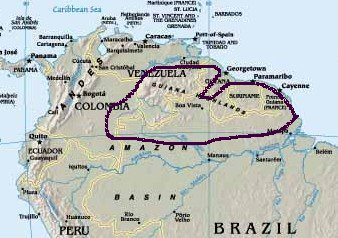
Kaart met de omvang van Precambrisch gesteente in het Guianaschild

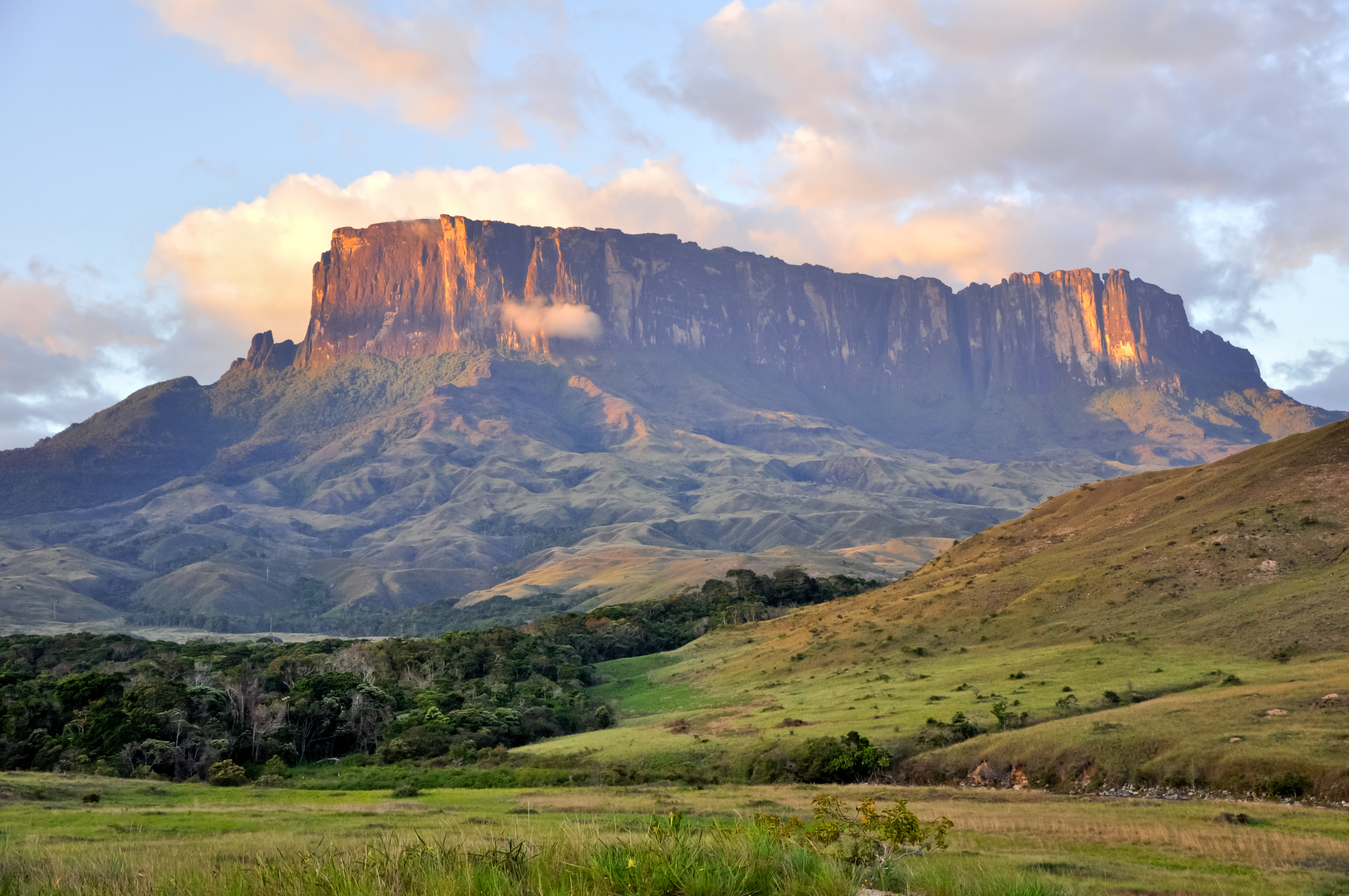
Kukenán

Het Guianaschild is een geologisch schild (een gebied waar zeer oud gesteente aan het aardoppervlak ligt) in het noordoosten van Zuid-Amerika. Het Guianaschild is onderdeel van het Amazonekraton. Het wordt gevormd door Proterozoïsche gesteenten en is tussen 2,5 en 1,9 miljard jaar oud.
Het Guianaschild vormt de ondergrond van het Hoogland van Guyana. Op deze hoger gelegen gedeeltes bevinden zich tafelbergen (tepui's genoemd), zoals de Roraima-tafelberg (2875 meter) en watervallen, zoals de Angelwaterval in het Venezolaanse Nationaal park Canaima. 
Het Guianaschild strekt zich uit over het grondgebied van Guyana, Suriname, Frans-Guyana, delen van Colombia,  Venezuela tot aan de Orinoco en het noorden van Brazilië tot aan de Amazone.
De belangrijkste rivieren zijn de Orinoco en de Rio Negro, een belangrijke zijrivier van de Amazone. 